# Етна (виноробна зона)

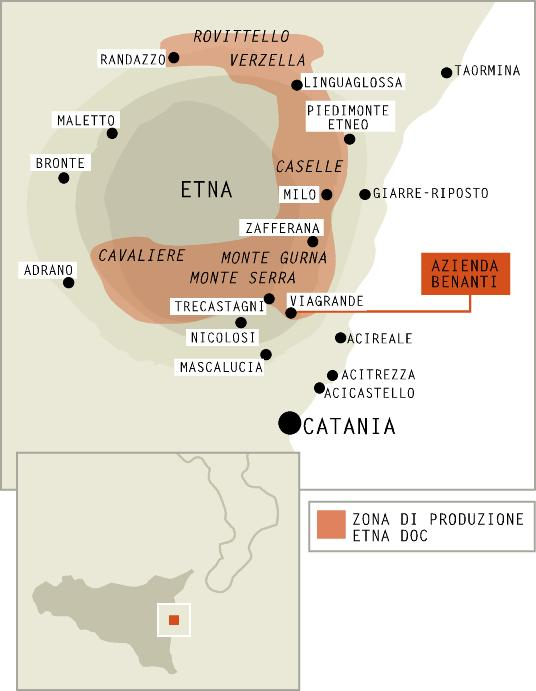
Територія Etna DOC

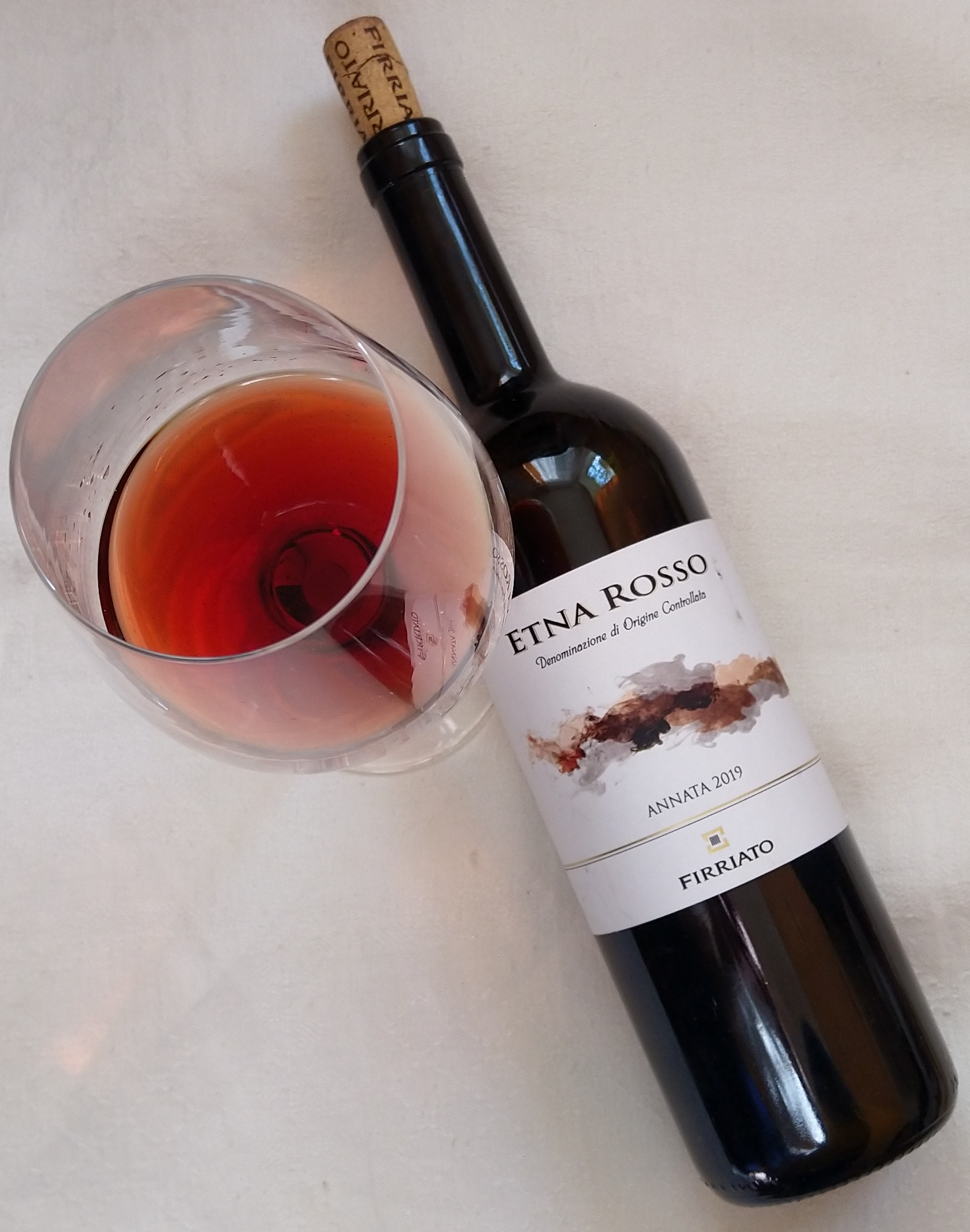
Червоне вино Etna DOC з місцевих сортів винограду

Етна (італ. Etna DOC) — виноробна зона на італійському острові Сицилія, на схилах вулкану Етна. Виробляється вино категорії якості DOC.

## Історія
Категорія DOC була присвоєна виноробній зоні у 1968 році (перша DOC на Сицилії та одна з перших в Італії). У січні 1994 року був створений «Консорціум із захисту вин Етна» з метою захисту вин Етна. Міністерським наказом від 18 лютого 2018 року консорціум отримав так зване визнання «erga omnes» і взяв на себе завдання виконувати функцію захисту, просування та покращення всього асортименту виноробної зони, а не лише для тих виробників, які пов'язані з консорціумом.

## Сорти винограду
Основними сортами для червоних та рожевих вин є Нерелло Маскалезе (вино повинно містити не менше 80% цього сорту) та нерелло капуччо (до 20%). Також у вині дозволяється невелика кількість інших місцевих червоних сортів (до 10%). Основними сортами для білих вин є карріканте (не менше 60%) та катарратто. Також у вині дозволяється невелика кількість інших місцевих білих сортів (до 15%). Основним сортом для ігристих вин є нерелло маскалезе.

## Теруар
Площа виноробної зони на 2022 рік складала 1291 га. Висота в виноробної зони коливається від 450 м до 1100 м над рівнем моря. Цей фактор є основною причиною різниці температур між днем і ніччю (значні коливання температури, які можуть досягати різниці в 20-25 °C) та по сезонах. Основна відмінність у порівнянні з рештою Сицилії полягає в кількості опадів. Найвищі рівні зустрічаються на східних схилах вулкана. Влітку дощі практично відсутні, в осінньо-зимовий період можуть бути дуже сильні. Через зазначені вище відмінності в кліматичних умовах це впливає на дозрівання винограду, тому існує значна різниця між періодом збору врожаю на Етні та решті районів Сицилії. Ґрунт вулканічний і дуже багатий мінералами. Він утворюється в результаті розпаду одного або кількох типів лави різного віку та вивержених матеріалів, таких як лава, попіл і пісок. Ґрунти гарно дреновані та багаті на мікроелементи мідь, фосфор, магній та інші.
Теруар Етна є домівкою для деяких з найстаріших виноградників в Італії, деяким з них більше століття. Завдяки вулканічним ґрунтам лози несприйнятливі до філоксери. Ці виноградники часто не щеплені, тобто вони не щеплені на американську підщепу. Вони дають виноград із найчистішими якостями їхніх власних сортів. Крім того, система вирощування винограду має стародавні та унікальні аспекти. Хоча деякі лози культивують за допомогою сучасних шпалерових систем або систем Гюйо. Однак найбільш використовуваним методом є традиційна система формування — з кущами, які піднімаються на схили вулкана спираючись на тераси з чорного лавового каменю.

### Географічне розташування
На схилах вулкану виділяють чотири райони виноробства:
- Північний схил — це територія з найбільшою кількістю виробників і з самими пологими схилами. Клімат холодний, але захищений навколишніми гірськими хребтами Пелорітані та Неброді. Найбільш культивованим сортом є червоний нерелло маскалезе;
- Східний схил виходить на Іонічне море і найбільше піддається впливу дощів і вітрів. Виноградні кущі культивуються на невеликих терасах, до 900 метрів над рівнем моря. На цьому схилі гори домінує білий виноград карріканте;
- Південно-східний схил має кілька конусів вулкану, які зараз не діють. Численні виноградники часто формують традиційним способом, як кущові виноградні лози. Сорти нерелло маскалезе і карріканте ростуть тут в гарних умовах і легко досягають ідеальної стиглості.
- Південно-західний схил найбільш віддалений від моря і тому характеризується сильним діапазоном температур. У цій місцевості менше дощів, а також велика сонячна інтенсивність. Вирощування червоного нерелло капуччо та білого карріканте має чудові умови і може здійснюватись вище 1000 метрів над рівнем моря[1].

## Характеристика вина
Виробляють червоні, білі, рожеві сухі вина (46 %, 42 %, 8 % від загальної кількості відповідно). Також ігристі — 4 % від загальної кількості, які можуть мати категорію італ. Riserva та італ. Superiore. Spumante superiore виробляються тільки  в муніципалітеті Міло. Вторинна ферментація ігристих вин проходить у пляшках, за вмістом цукру можуть бути брют та англ. extra dry. 
Вина Етна дуже різні на смак в залежності від сорту винограду та теруару. Смак своєрідний, насичений. Деякі виробники виготовляють вина найвищої якості, з гарним потенціалом для витримки.